# سانتیاگو بیانچی
سانتیاگو بیانچی (انگلیسی: Santiago Bianchi؛ زادهٔ ۲۹ سپتامبر ۱۹۸۳) بازیکن فوتبال اهل آرژانتین است.
از باشگاه‌هایی که در آن بازی کرده‌است می‌توان به باشگاه فوتبال ولز سارسفیلد اشاره کرد.